# Communauté de communes des bords de Vire
 (septembre 2013).
Si vous disposez d'ouvrages ou d'articles de référence ou si vous connaissez des sites web de qualité traitant du thème abordé ici, merci de compléter l'article en donnant les références utiles à sa vérifiabilité et en les liant à la section « Notes et références ».
La communauté de communes des bords de Vire  est une ancienne communauté de communes française, située dans le département de Manche et la région Basse-Normandie.

## Historique
La communauté de communes Pont-Hébert - La Meauffe - Rampan est créée le 28 décembre 1992, unissant ces trois communes. Elle est rebaptisée à la fin des années 1990 communauté de communes des bords de Vire. En 2005, les maires de ces trois communes décident de dissoudre la communauté de communes des Bords de Vire pour ensuite intégrer la communauté de communes de l'agglomération saint-loise, chose faite le 1er janvier 2006. Cette dernière devient par la suite communauté d'agglomération au 1er janvier 2011 et prend le nom de Saint-Lô Agglomération.

## Composition
La communauté de communes des Bords de Vire regroupait trois communes (une du canton de Saint-Jean-de-Daye, une du canton de Saint-Clair-sur-l'Elle et une du canton de Saint-Lô-Ouest) :
- La Meauffe
- Pont-Hébert
- Rampan

## Administration
| Période      | Période       | Identité        | Étiquette | Qualité              |
| ------------ | ------------- | --------------- | --------- | -------------------- |
| janvier 1993 | juillet 1995  | Yves Le Meur    |           | Maire de La Meauffe  |
| juillet 1995 | 2001 ?        | Jacques Lenotre |           | Maire de La Meauffe  |
| 2001 ?       | décembre 2005 | Maurice Hébert  |           | Maire de Pont-Hébert |